# Hiester Clymer

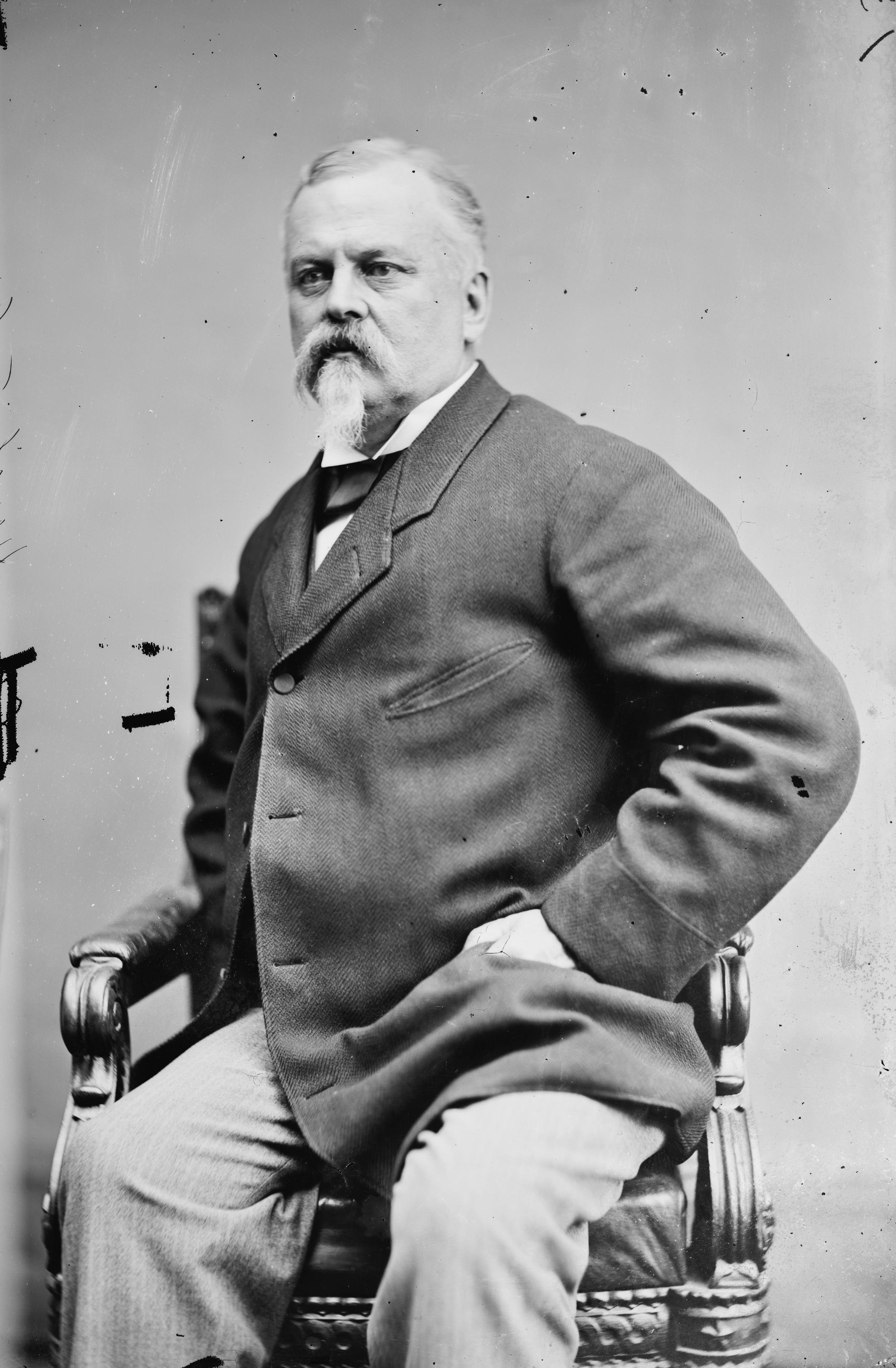
Hiester Clymer

Hiester Clymer (* 3. November 1827 bei Morgantown, Berks County, Pennsylvania; † 12. Juni 1884 in Reading, Pennsylvania) war ein US-amerikanischer Politiker. Zwischen 1873 und 1881 vertrat er den Bundesstaat Pennsylvania im US-Repräsentantenhaus.

## Werdegang
Hiester Clymer entstammte der in Pennsylvania politisch bedeutenden Hiester-Familie. Viele seiner Verwandten bekleideten auf Staats- und Bundesebene politische Ämter. Er besuchte die öffentlichen Schulen in Reading und absolvierte im Jahr 1847 das Princeton College. Nach einem anschließenden Jurastudium und seiner 1849 erfolgten Zulassung als Rechtsanwalt begann er in Reading und im Berks County in diesem Beruf zu arbeiten. Zwischen 1851 und 1856 übte er diese Tätigkeit in Pottsville aus; danach kehrte er nach Reading zurück. Gleichzeitig schlug er als Mitglied der Demokratischen Partei eine politische Laufbahn ein. Im Januar 1860 vertrat er das Berks County im Steuerausschuss des Staates Pennsylvania. Im selben Jahr nahm er als Delegierter an beiden Democratic National Conventions teil, die in Charleston und Baltimore stattfanden. Zwischen 1860 und 1866 saß Clymer im Senat von Pennsylvania. Im Jahr 1866 kandidierte er erfolglos für das Amt des Gouverneurs von Pennsylvania. Zwei Jahre später war er erneut Delegierter zur Democratic National Convention und im Jahr 1870 gehörte er dem Wohlfahrtsausschuss seines Staates an.
Bei den Kongresswahlen des Jahres 1872 wurde Clymer im achten Wahlbezirk von Pennsylvania in das US-Repräsentantenhaus in Washington, D.C. gewählt, wo er am 4. März 1873 die Nachfolge von James Lawrence Getz antrat. Nach drei Wiederwahlen konnte er bis zum 3. März 1881 vier Legislaturperioden im Kongress absolvieren. In dieser Zeit leitete er den Ausschuss zur Kontrolle der Ausgaben des Kriegsministeriums und den Bewilligungsausschuss (beide zwischen 1875 und 1877) sowie den Ausschuss zur Kontrolle der Ausgaben des Außenministeriums (1879–1881). 1876 untersuchte er das Verhalten von Kriegsminister William W. Belknap, der dann sein Amt wegen Korruption aufgeben musste. Im Jahr 1880 verzichtete Hiester Clymer auf eine weitere Kandidatur.
Nach dem Ende seiner Zeit im US-Repräsentantenhaus wurde Clymer Vizepräsident der Firma Union Trust Company in Philadelphia und Präsident der Clymer Iron Company. Er starb am 12. Juni 1884 in Reading.